# 伊瓦什基内
50°14′15″N 37°31′21″E / 50.23750°N 37.52250°E
伊瓦什基內（烏克蘭語：Івашкине）是位於烏克蘭東部的村莊，由哈爾科夫州庫皮揚斯克區的維利胡瓦特卡市鎮負責管轄。該村始建於1799年，面積0.17平方公里，海拔高度175米，2001年人口19，人口密度每平方公里113.1人。